# Église Saint-Pierre-et-Saint-Paul de Fouesnant
Pour les articles homonymes, voir Église Saint-Pierre.
L'église Saint-Pierre-et-Saint-Paul est une église catholique en bonne partie de style roman qui est l'église paroissiale de Fouesnant, (Finistère) en France.

## Localisation
L'église est située dans le département français du Finistère, dans le bourg de Fouesnant.

## Historique

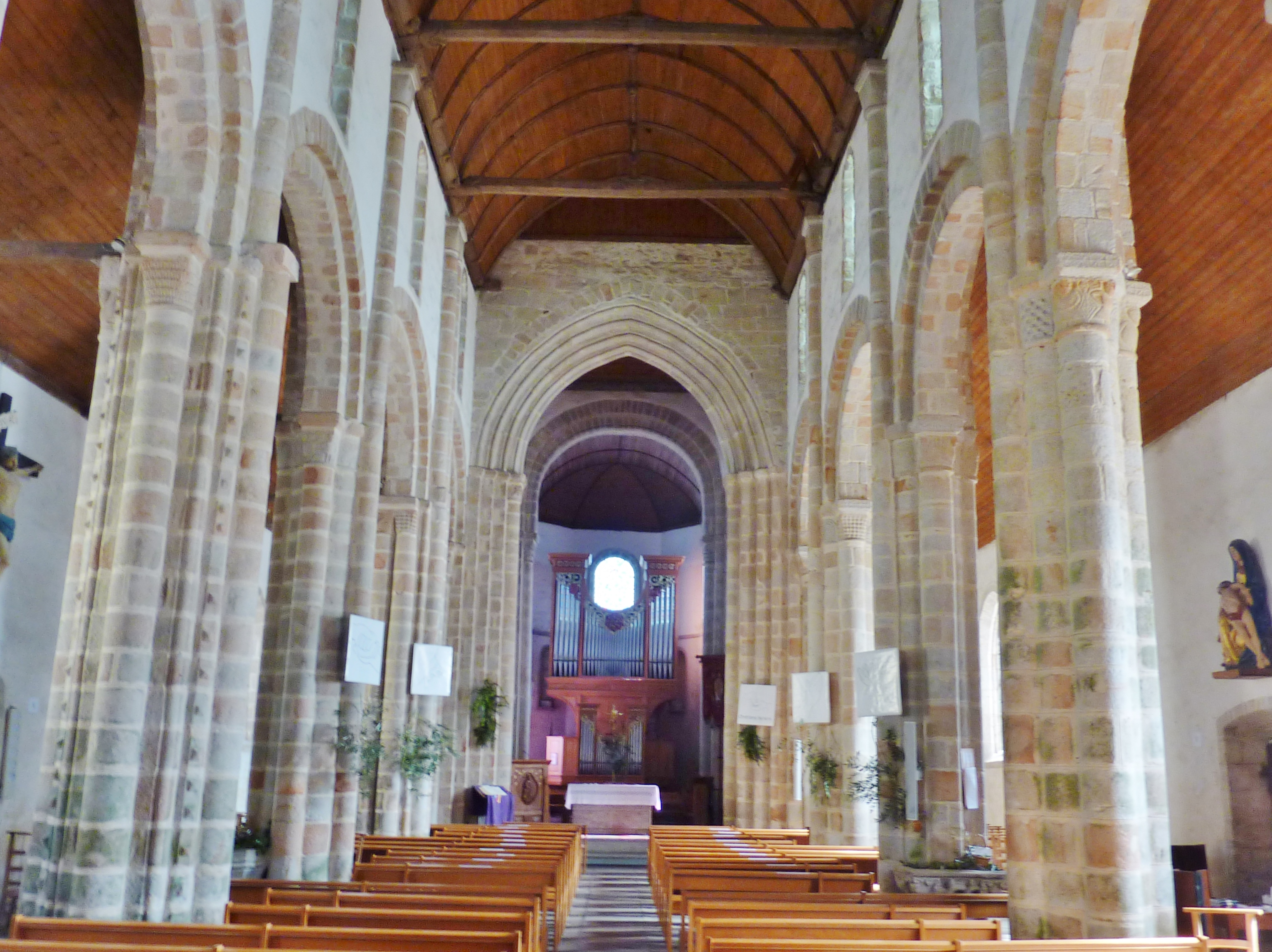
La nef de l'église.

La paroisse de Fouesnant est citée dans le Cartulaire de Quimperlé, daté de 1084-1107.
Faute de sources écrites, il est difficile de dater précisément  la construction de l’église romane. Anne Autissier y voit un édifice du premier tiers du XIIe siècle quand Marc Déceneux la date de la seconde moitié du XIIe siècle.
De nombreux éléments sont  rajoutés ou remaniés par la suite, tels que le porche méridional, de style flamboyant (réutilisant sans doute une porte du XVe siècle).
En 1661 un calvaire fut érigé sur le placître.
Une inscription située dans la sacristie indique « M : A : PERROT/RECTEVR : 1747. ».
L'édifice a été restauré au XVIIIe siècle après la chute du clocher central en forme de tour-lanterne à la suite d'un orage qui détruit une partie du chœur en 1754. La présence de cette tour-lanterne est attestée par l’existence d’un escalier à l’intérieur d’un pilier et par les amorces des voûtes. La reconstruction du chœur est entreprise l’année suivante.
Au XIXe siècle, on reconstruit la façade occidentale en la sommant d’un clocher. De grandes fenêtres sont percées dans les murs des bas-côtés. Il est possible que le chevet à pan coupé date de cette campagne de réfection.
La famille de Guernisac jouissait d'un droit de prééminence attesté par des aveus de 1653 et 1683 et par un procès-verbal de 1776. François Henri de Franquetot de Coigny, propriétaire des terres du Mur Henvez, droit de haut justicier est premier prééminencier de l'église paroissiale peu avant la Révolution française. Louis-Jean-Marie de Kerret (1720-1781, seigneur de Quillien en Pleyben, avait le droit à deux tombes dans le sanctuaire.
Une mission paroissiale s'est déroulée à Fouesnant du 15 au 28 juin 1890 selon une inscription apposée sur le calvaire situé près de l'église paroissiale.
L'église est entièrement restaurée à la fin du XIXe siècle par Joseph Bigot.
Elle est classée au titre des monuments historiques en 1930.
Le pardon est célébré le dimanche suivant le jour de la saint Pierre, le 29 juin.

## Description
C’est l’un des édifices romans les mieux conservés dans la région avec celui de Loctudy.

### Architecture
L’extérieur, très remanié et sans grand caractère, ne laisse pas présager la richesse architecturale et sculpturale intérieure.
Son plan est en forme de croix latine à trois vaisseaux s’achevant par une abside polygonale flanquée de deux chapelles carrées. Il est couvert de charpente. On ignore le plan du chœur avant sa reconstruction : chevet plat qui s’accorderait avec les chapelles latérales ou abside en cul de four ?
La nef de 5 travées s’ouvre sur les bas-côtés étroits, éclairés de larges fenêtres modernes, par des arcades de plein cintre à double archivolte, légèrement outrepassées. Elles sont soutenues par des  piles composites : colonne flanquée de quatre colonnettes engagées en alternance avec des piliers à double ressaut et colonnette engagée ou des colonnes flanquée de colonnettes jumelées. Les grandes arcades occupent deux tiers de la hauteur du mur, laissant peu d’espace pour les fenêtres hautes de plein cintre qui se réduisent à l’extérieur à d’étroites meurtrières. Chaque travée est nettement marquée par une colonne engagée (parfois doublée) partant du sol jusqu’au sommet de la paroi, dispositif qui rappelle les églises de Langonnet, Perros-Guirec et Yvignac.
L’arc diaphragme de la croisée de transept côté nef est en tiers point. Se raccordant mal aux piliers qui le supportent, il était probablement de plein cintre à l’origine, identique à celui donnant sur le chœur, lequel présente une double archivolte. Les arcs retombent sur quatre piles massives à trois ressauts angulaires flanquées de colonnes engagées. Le pilier sud-est contient l’escalier de croisée. Des renflement aux angles de la croisée suggèrent que celle-ci était peut-être voûtée avant l’effondrement de la tour centrale.

La partie basse des parois des bras du transept est animée d’arcatures aveugles portées par des colonnettes engagées, dénotant l’influence de Sainte-Croix de Quimperlé. Ce dispositif se poursuit sur le mur sud du chevet et s’étendait peut-être à l’origine sur l’ensemble du pourtour du chœur. Celui-ci est flanqué de deux chapelles carrées qui communiquent latéralement avec sa travée droite par une arcade de plein cintre, plan original qu’on retrouve à Priziac.

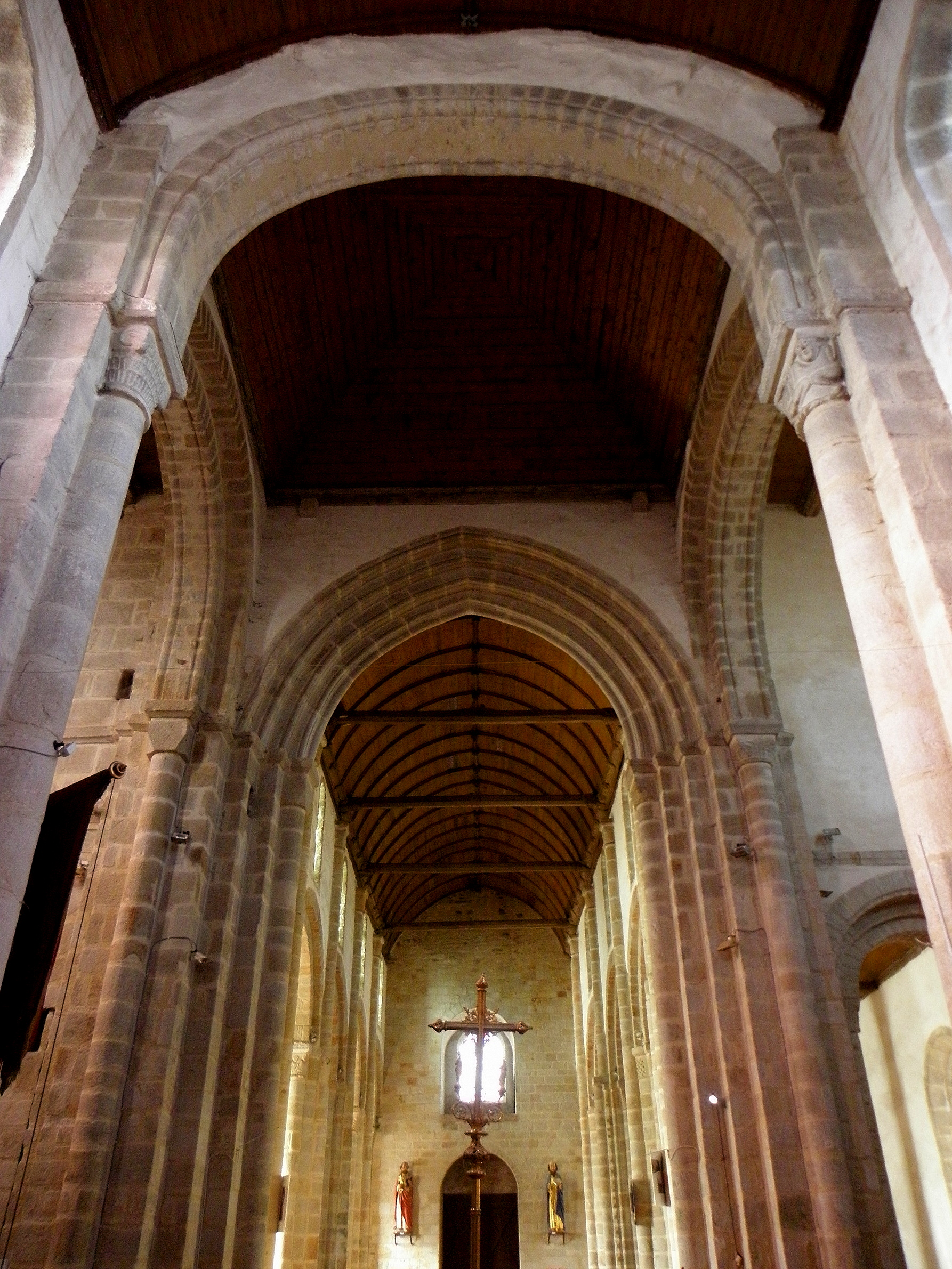
La croisée de transept
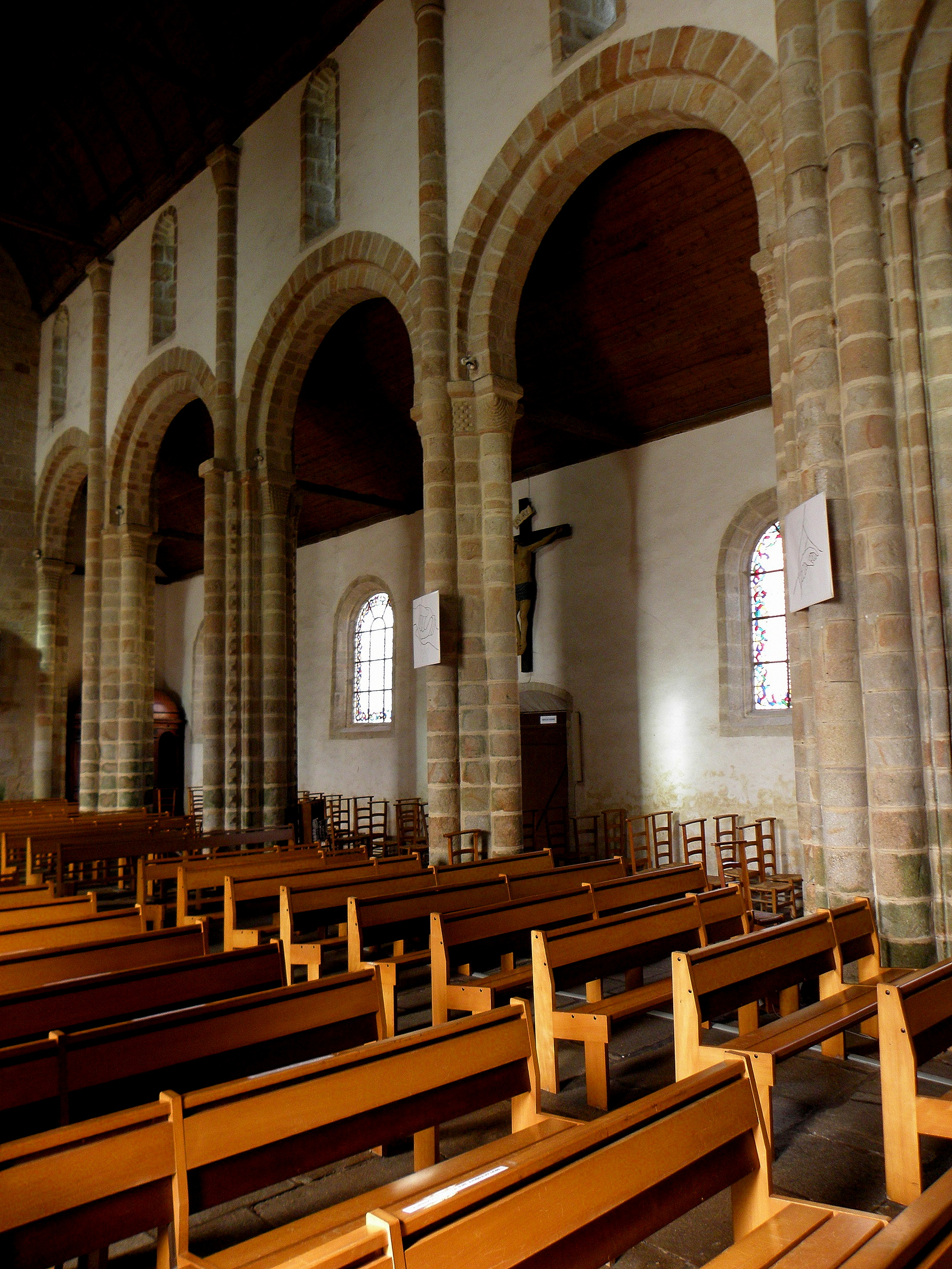
la nef
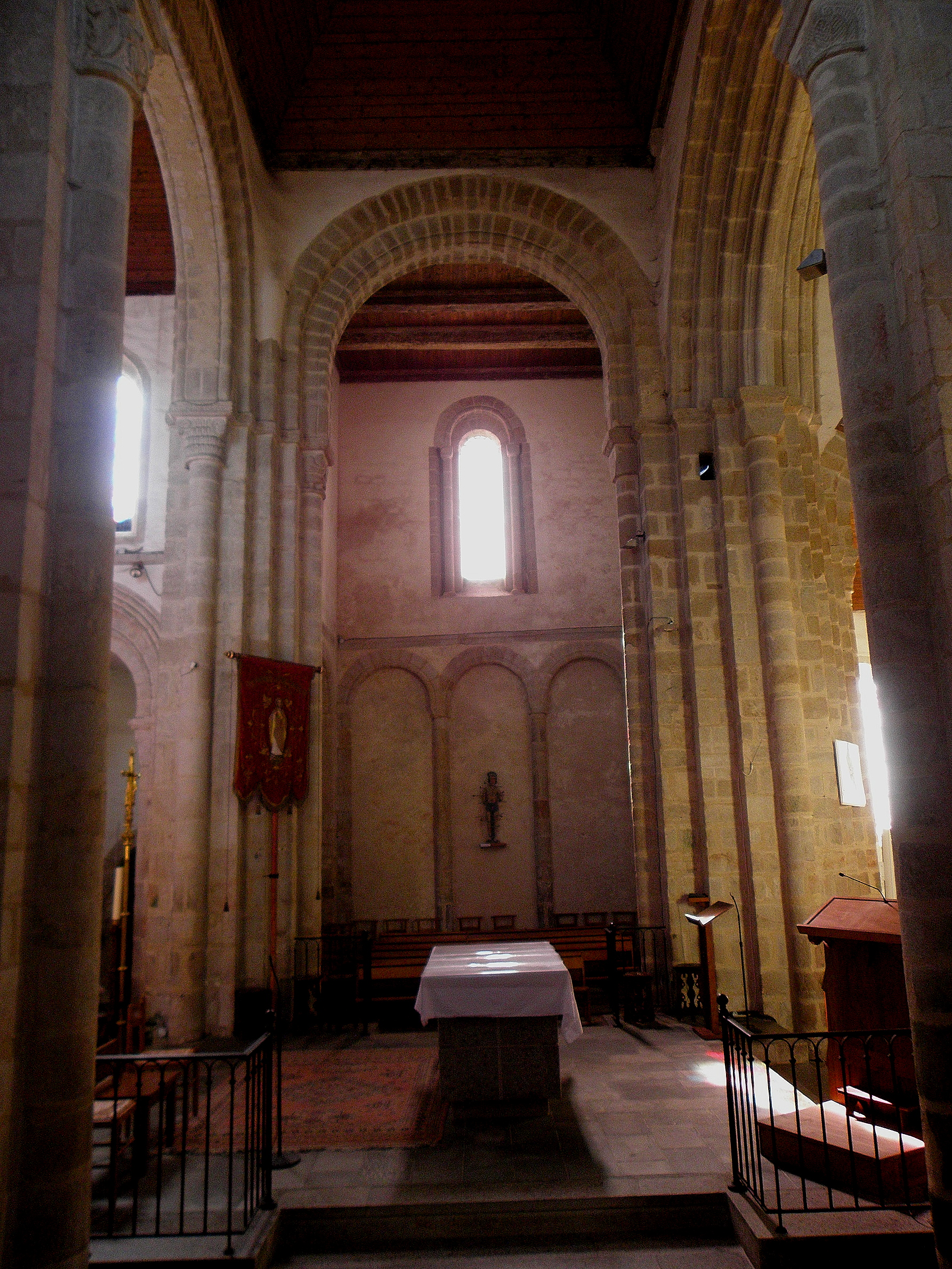
Transept

### Sculpture
L’édifice possède encore quarante-huit chapiteaux romans sculptés d’une grande homogénéité présentant un faible relief, mais il est probable que leur nombre était plus important.
Ils sont ornés majoritairement de motifs géométriques variés (damiers, étoiles à huit pointes, spirales, entrelacs...), de décors végétaux stylisés (bossages en pomme de pin, feuillages étagés, crossettes) et mais aussi de personnages schématiques (personnages pleins de fantaisie accroupis ou formant des cariatides sous les tailloirs). On y décèle les influences de Loctudy et des églises du Pays Pourlet (surtout Priziac et Langonnet). Ils sont caractéristiques de la sculpture à cette époque en Bretagne méridionale qui se caractérise par une prédilection pour le décor abstrait géométrique et une forte stylisation des éléments figuratifs. Les sculptures de Saint-Pierre de Fouesnant en constituent l’expression la plus achevée, montrant une grande maîtrise de la composition et du rythme.

Les bases des piles sont cachées par le dallage, mais l’une d’elles, partiellement visible dans le bas-côté sud, laisse supposer la présence d’un décor sculpté.

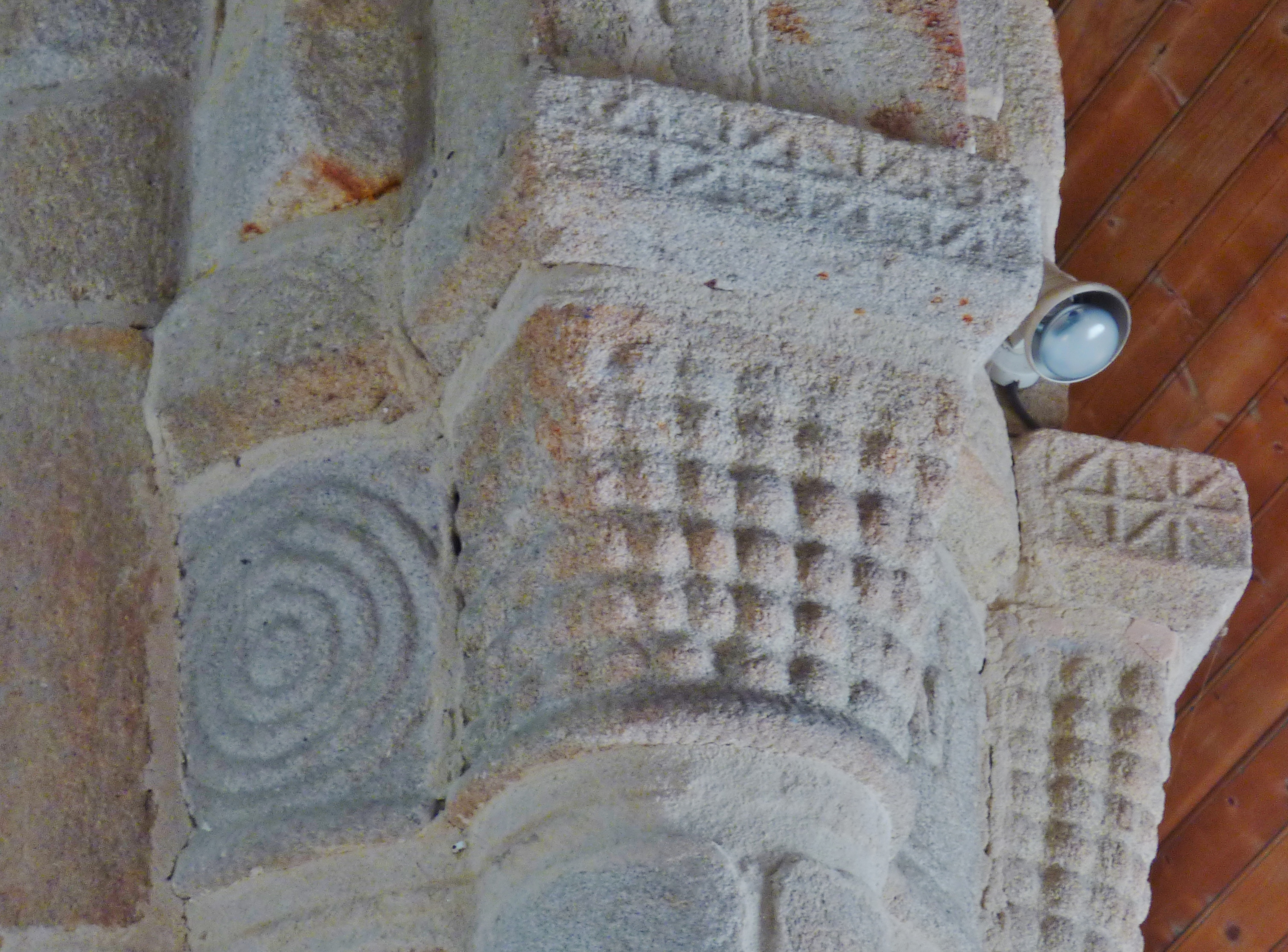
Damier en boules, cercles concentriques.
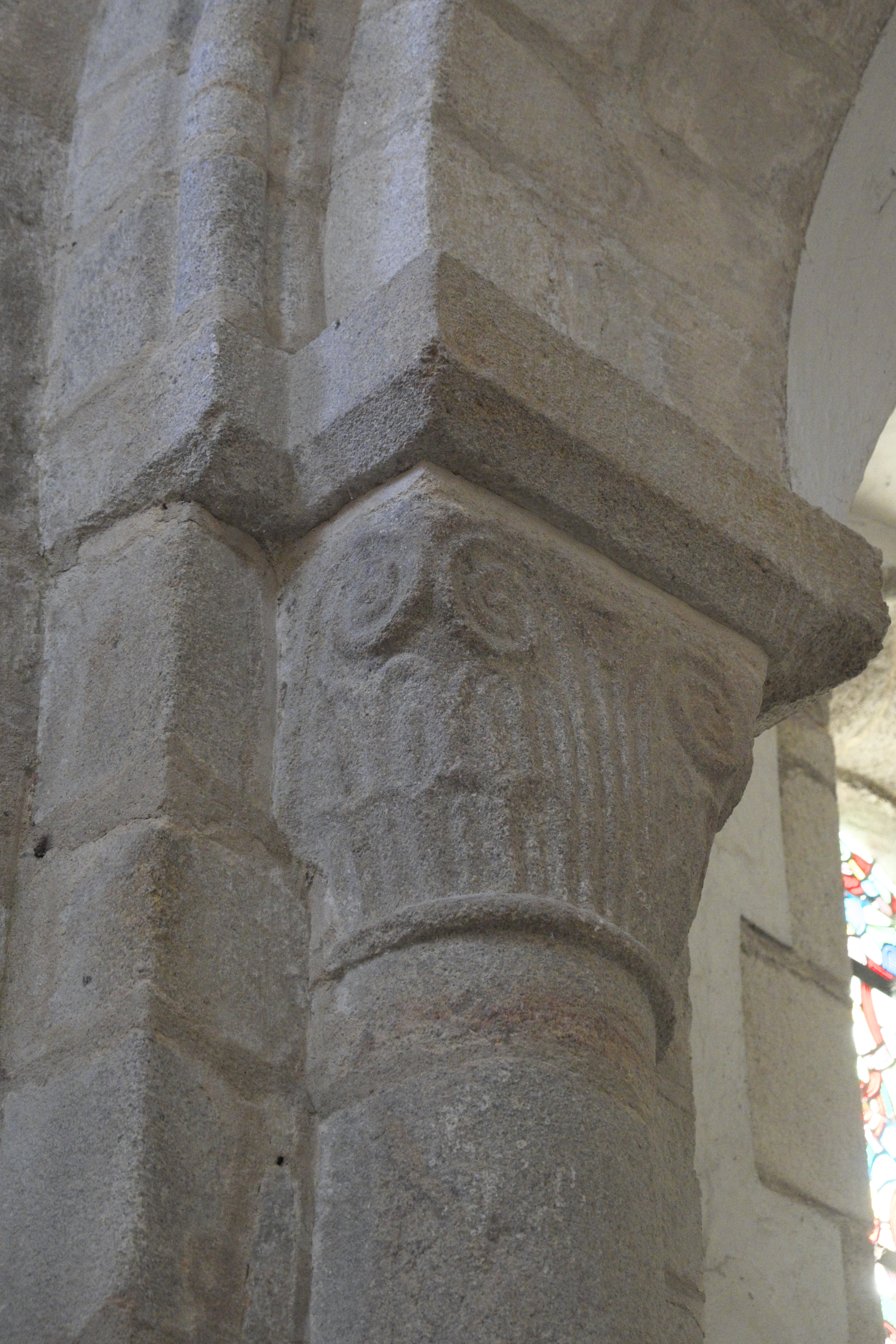
Végétaux stylisés avec crossettes.
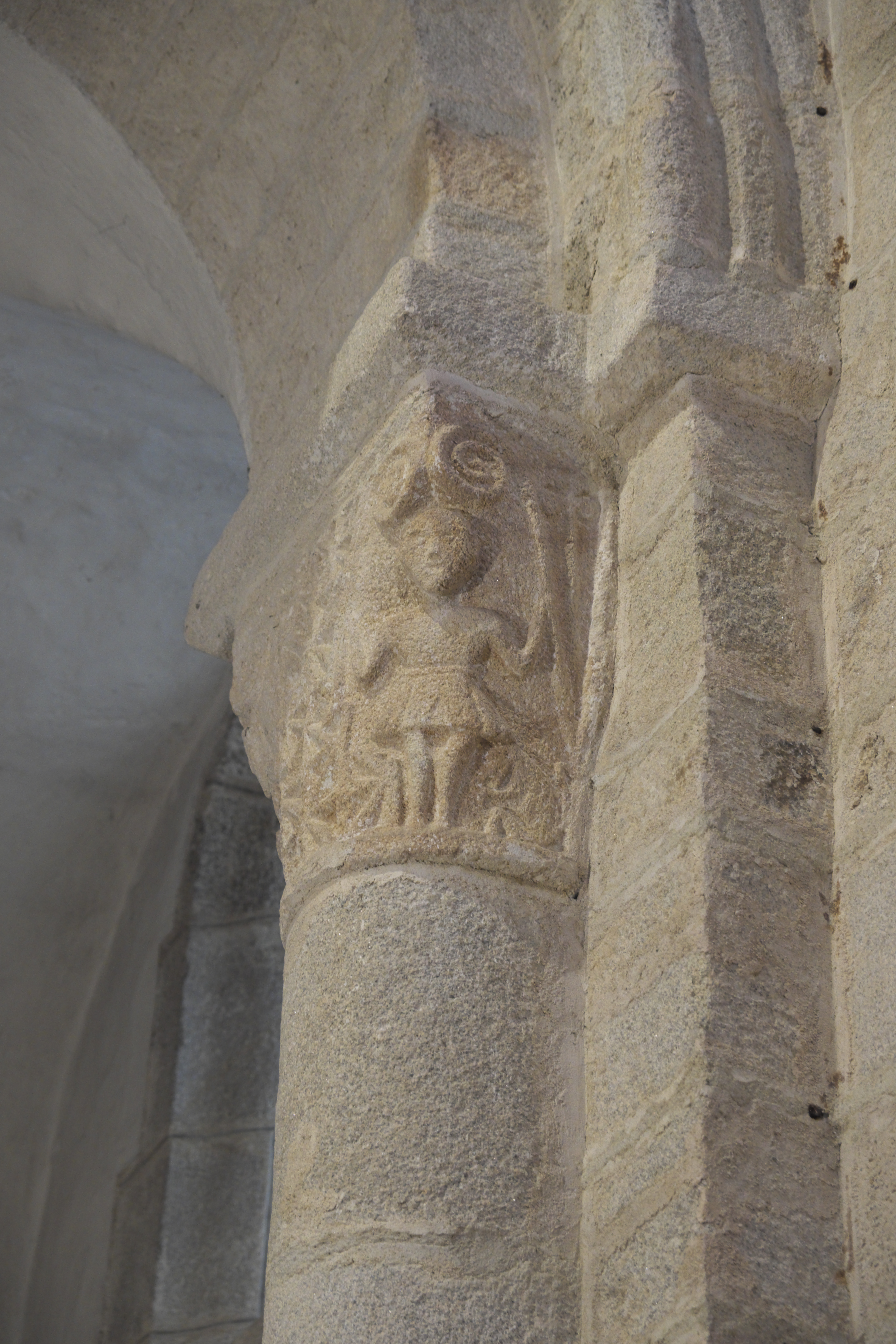
Personnage en tunique portant des crossettes
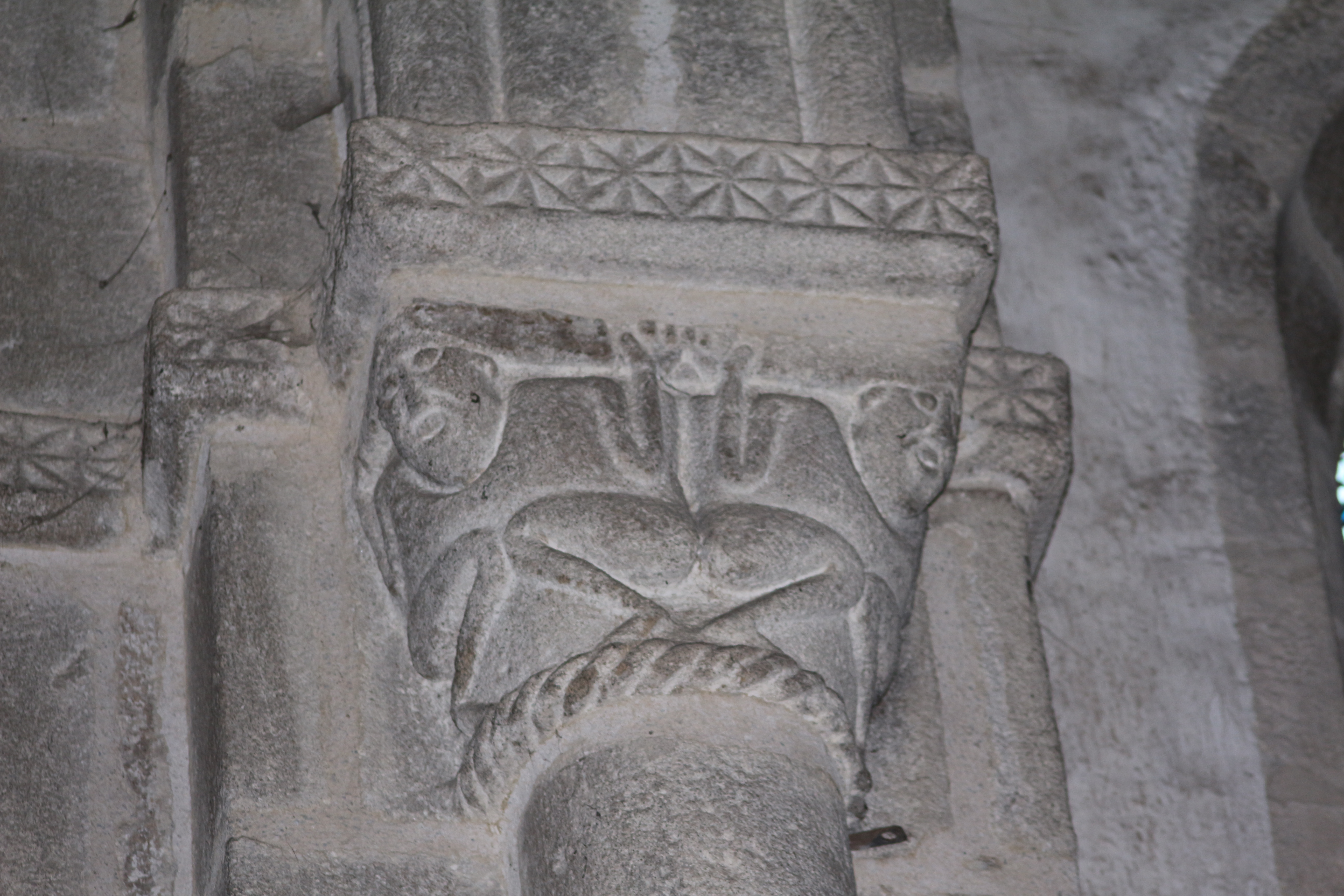
Personnages adossés formant cariatides.

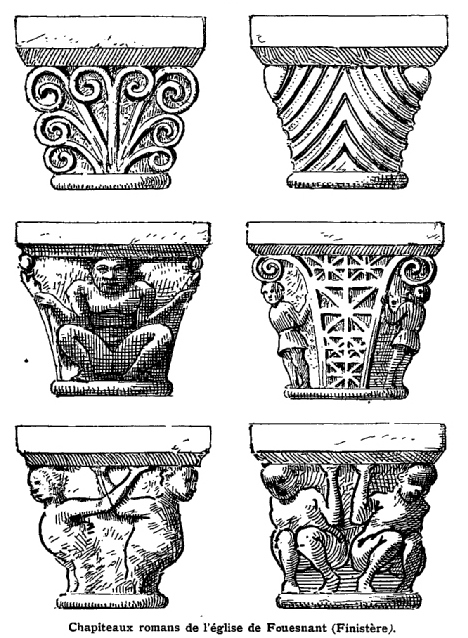
Fouesnant : l'église paroissiale Saint-Pierre-et-Saint-Paul, chapiteaux romans (dessin, 1894) 1
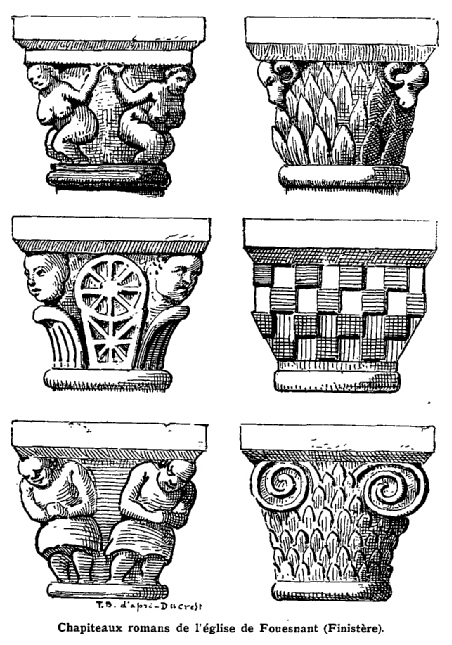
Fouesnant : l'église paroissiale Saint-Pierre-et-Saint-Paul, chapiteaux romans (dessin, 1894) 2

### Mobilier
Un nouvel orgue a été inauguré en 2000, fabriqué dans la Drôme par Henri Saby.

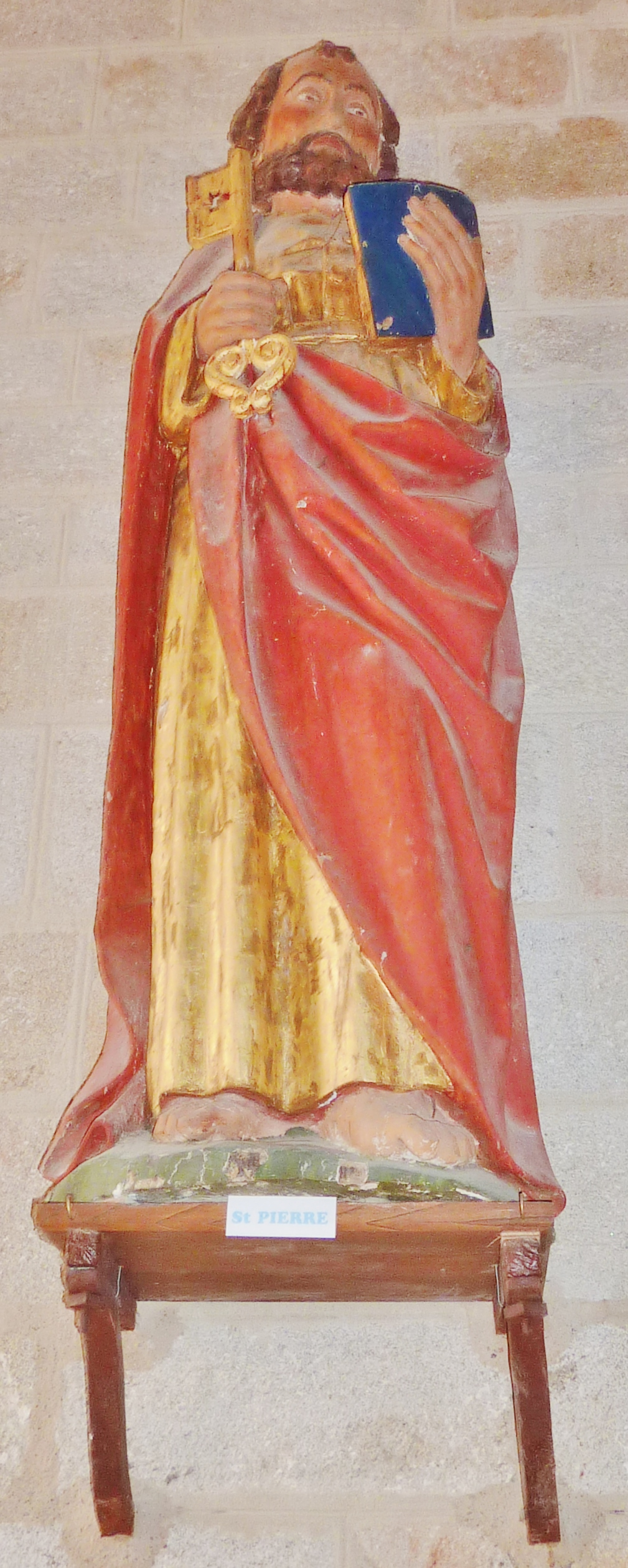
Fouesnant : l'église paroissiale Saint-Pierre-et-Saint-Paul, statue de saint Pierre tenant la clé du Paradis
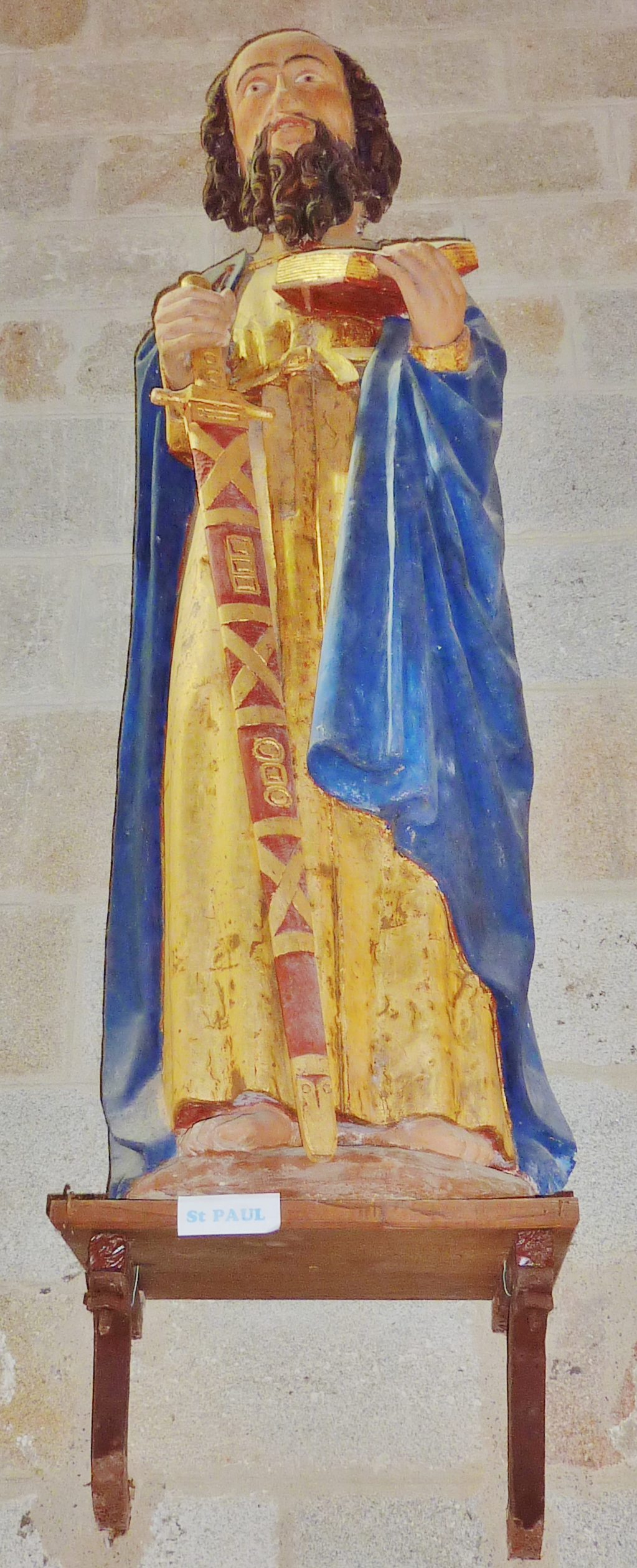
Fouesnant : l'église paroissiale Saint-Pierre-et-Saint-Paul, statue de saint Paul
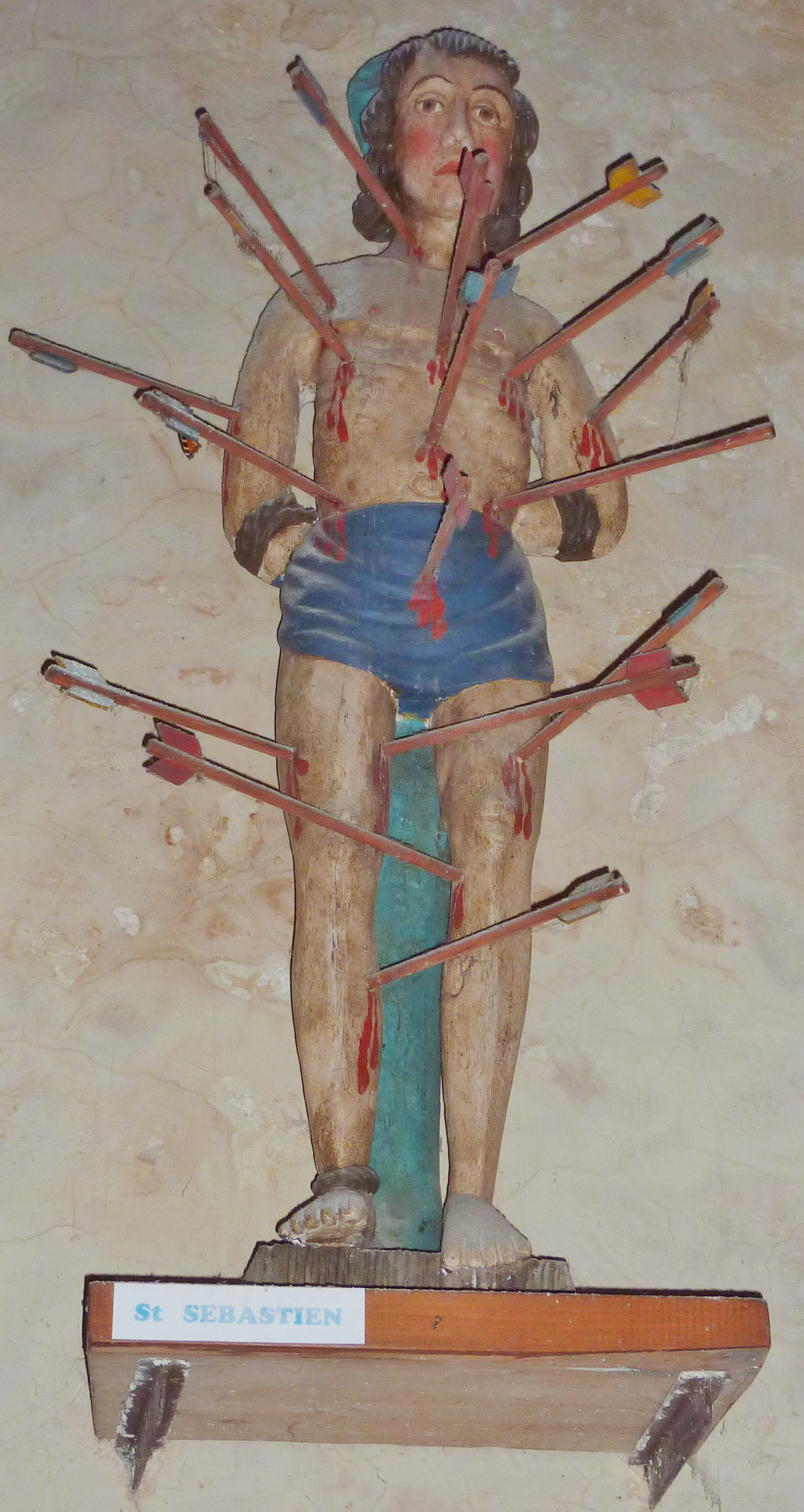
Fouesnant : l'église paroissiale Saint-Pierre-et-Saint-Paul, statue de saint Sébastien
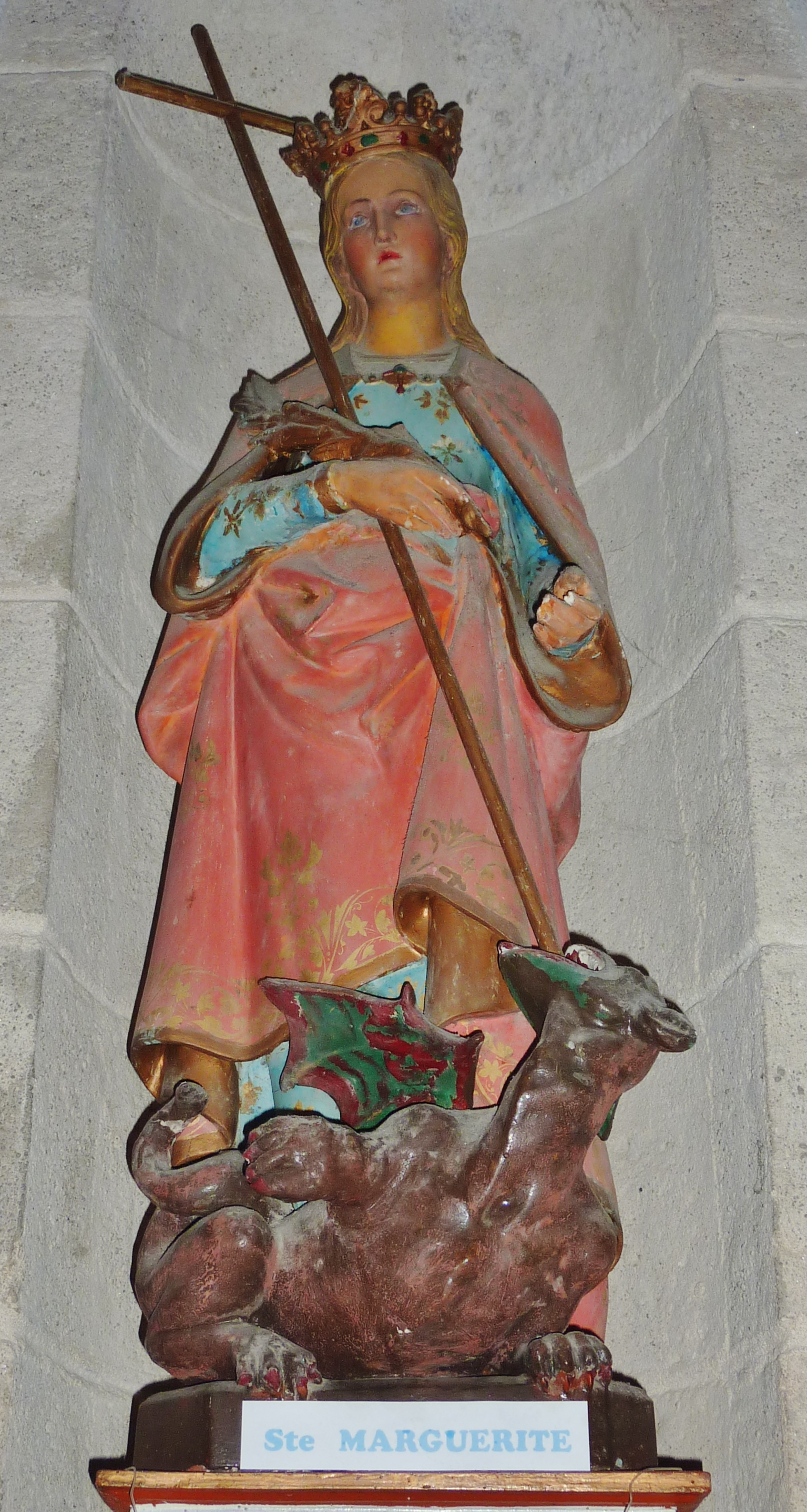
Fouesnant : l'église paroissiale Saint-Pierre-et-Saint-Paul, statue de sainte Marguerite, avec un dragon à ses pieds
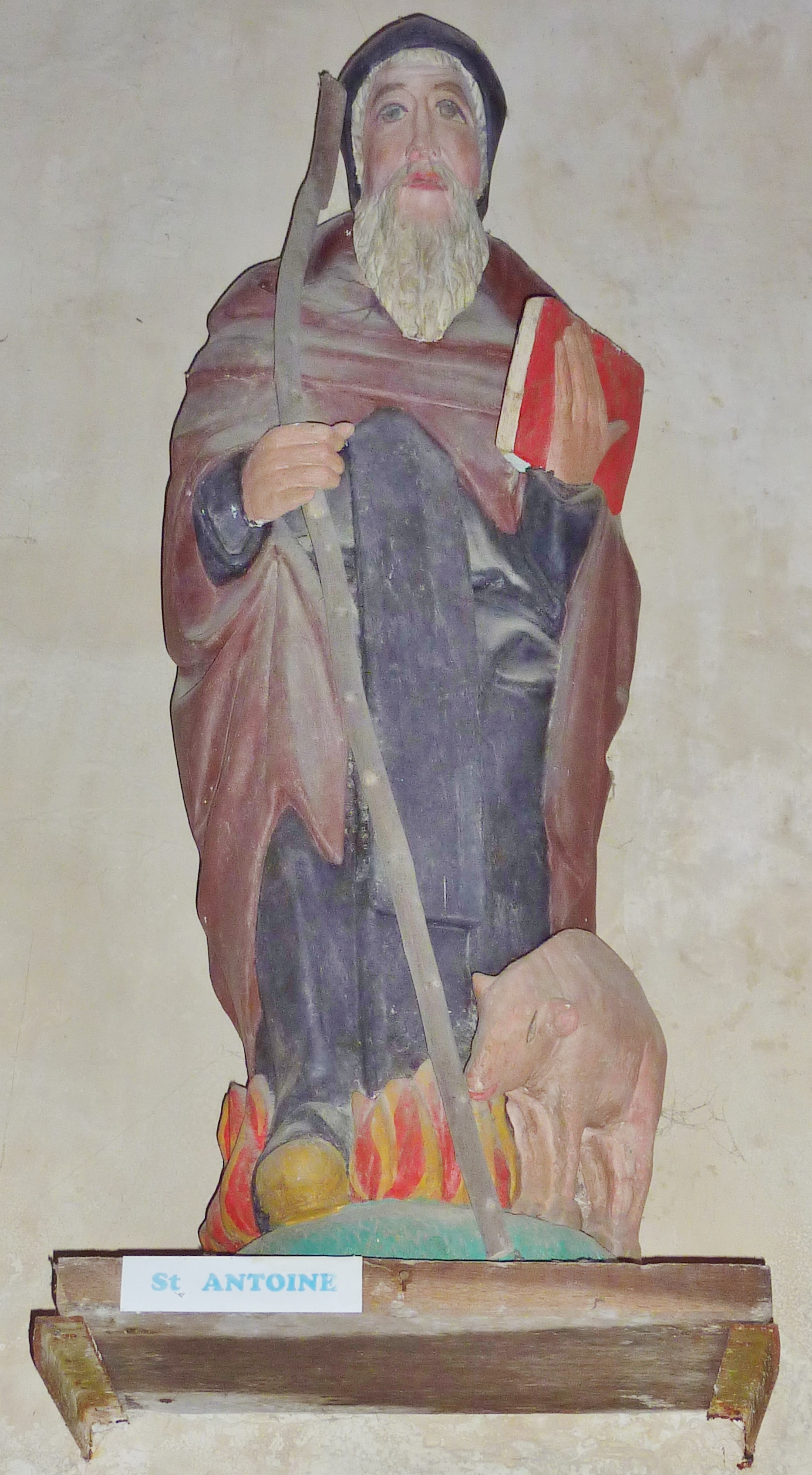
Fouesnant : l'église paroissiale Saint-Pierre-et-Saint-Paul, statue de saint Antoine, accompagné de son cochon
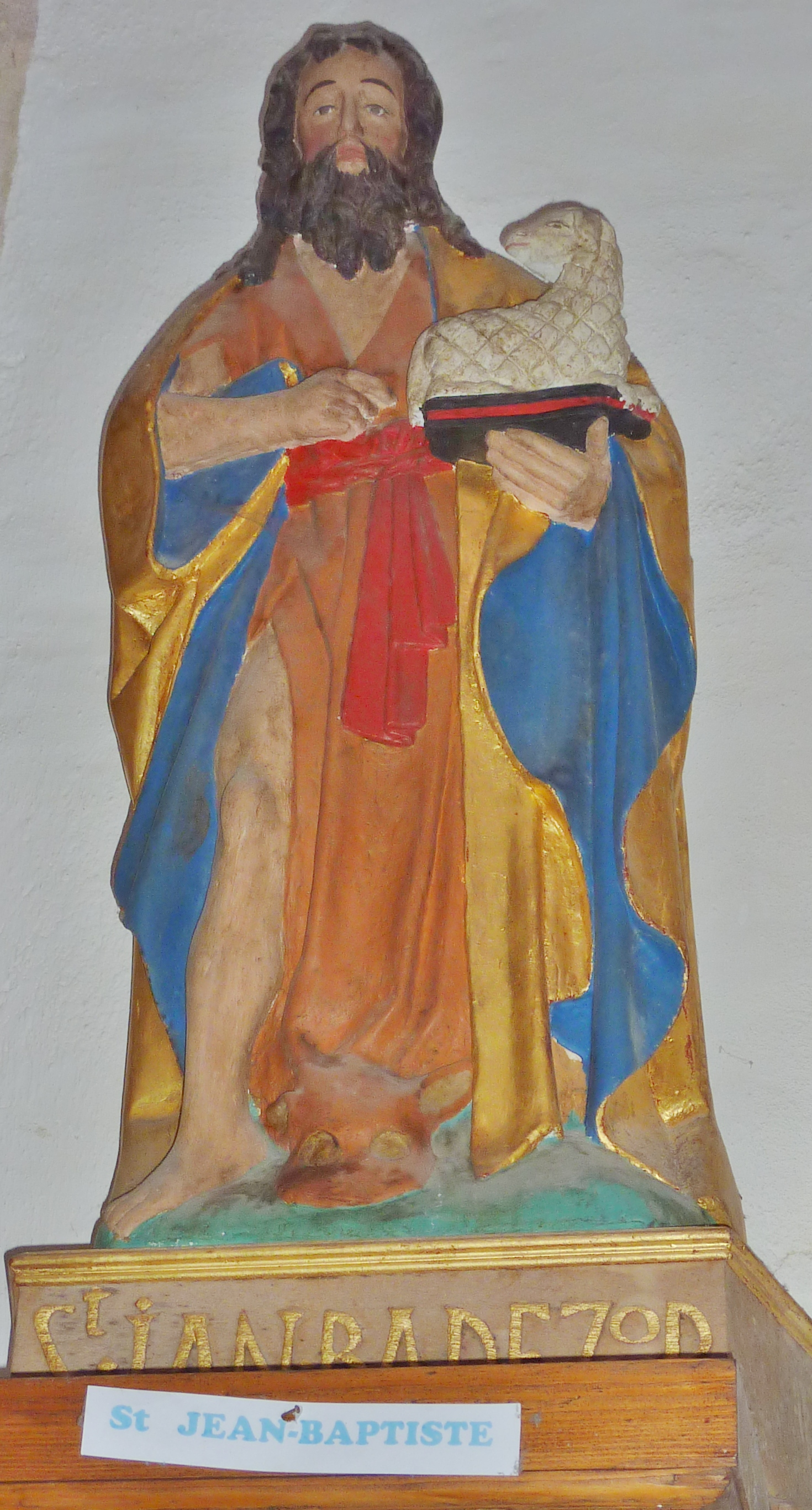
Fouesnant : l'église paroissiale Saint-Pierre-et-Saint-Paul, statue de saint Jean-Baptiste portant un mouton
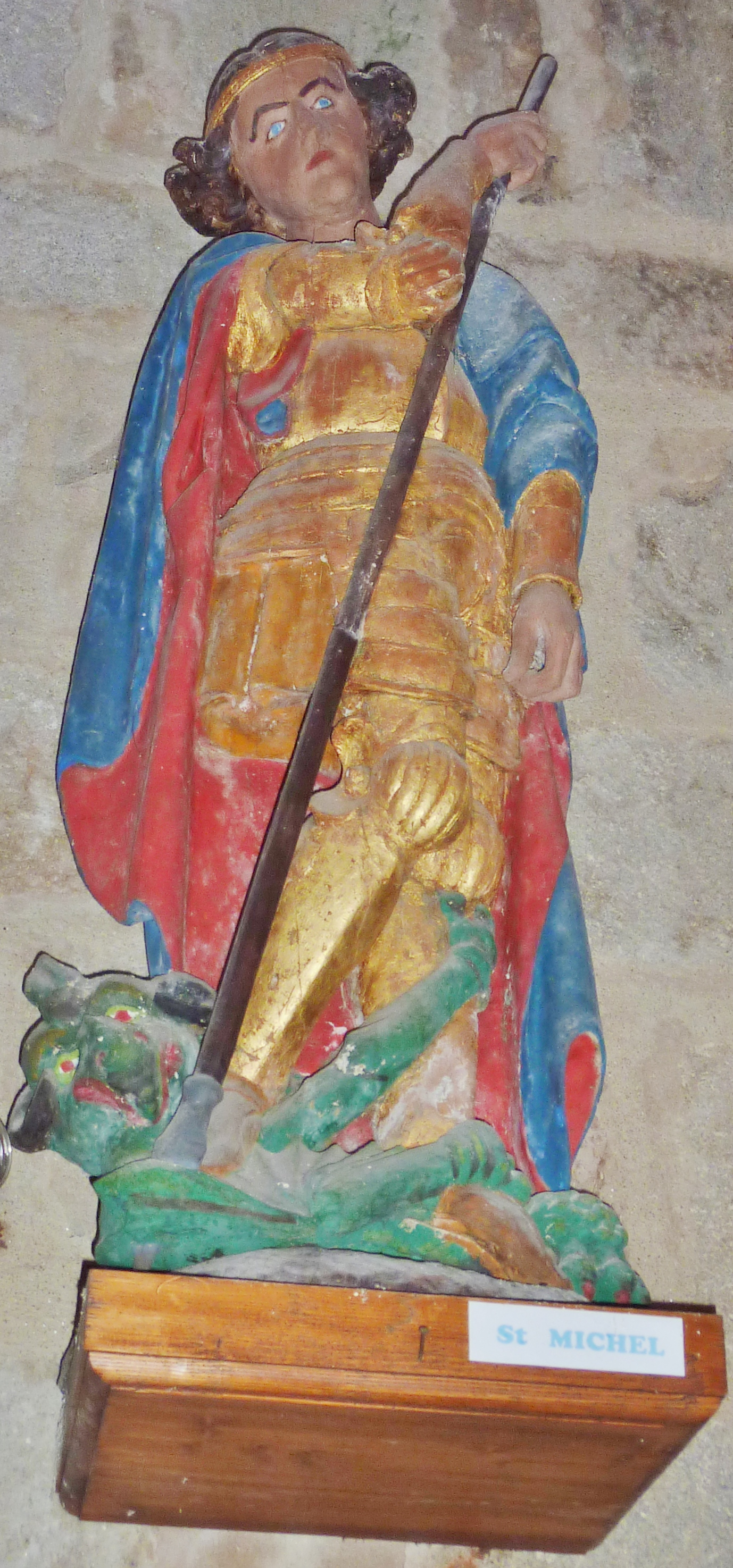
Fouesnant : l'église paroissiale Saint-Pierre-et-Saint-Paul, statue de saint Michel terrassant un animal hideux symbolisant un dragon
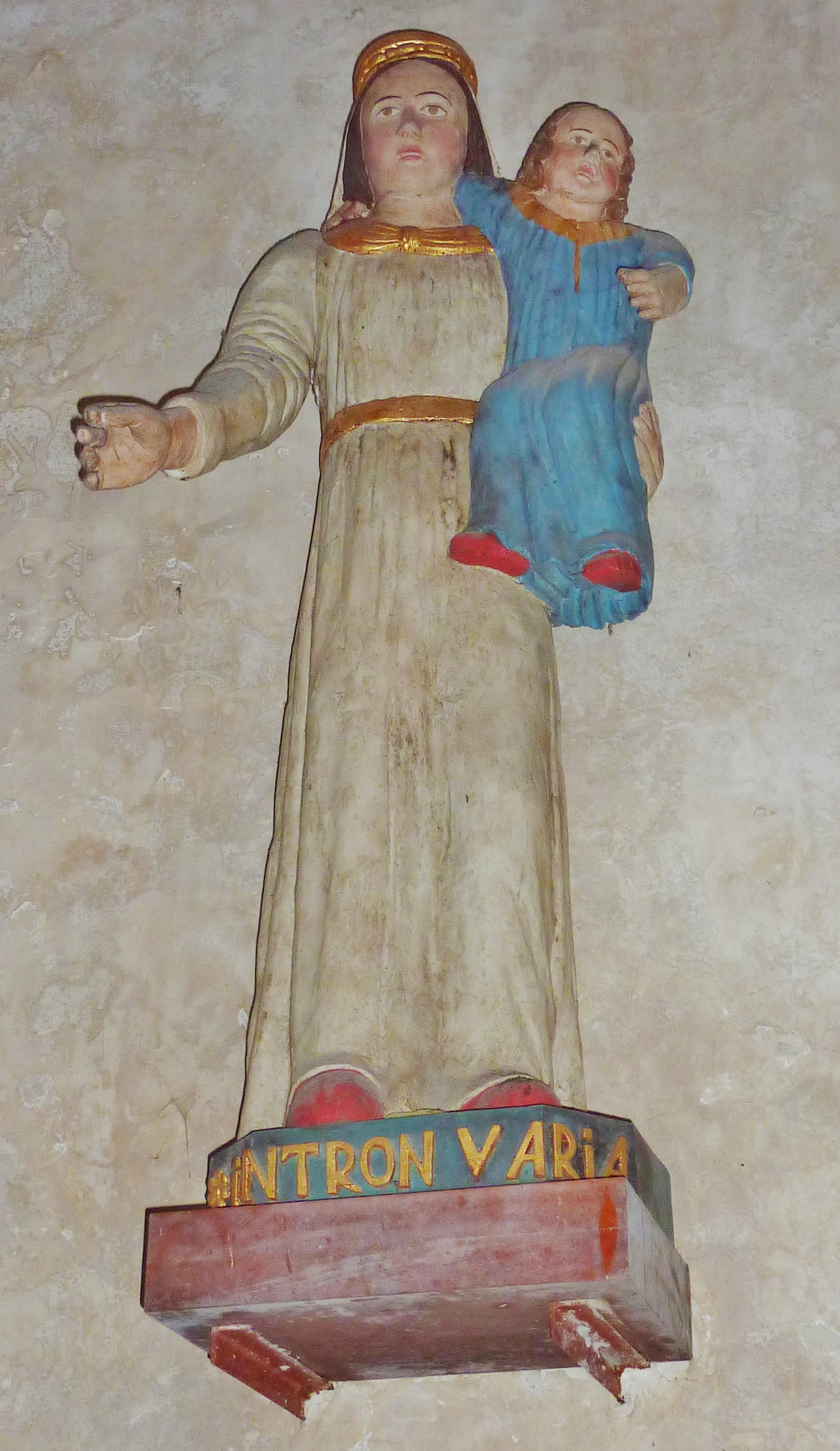
Fouesnant : l'église paroissiale Saint-Pierre-et-Saint-Paul, statue d'une Vierge à l'Enfant
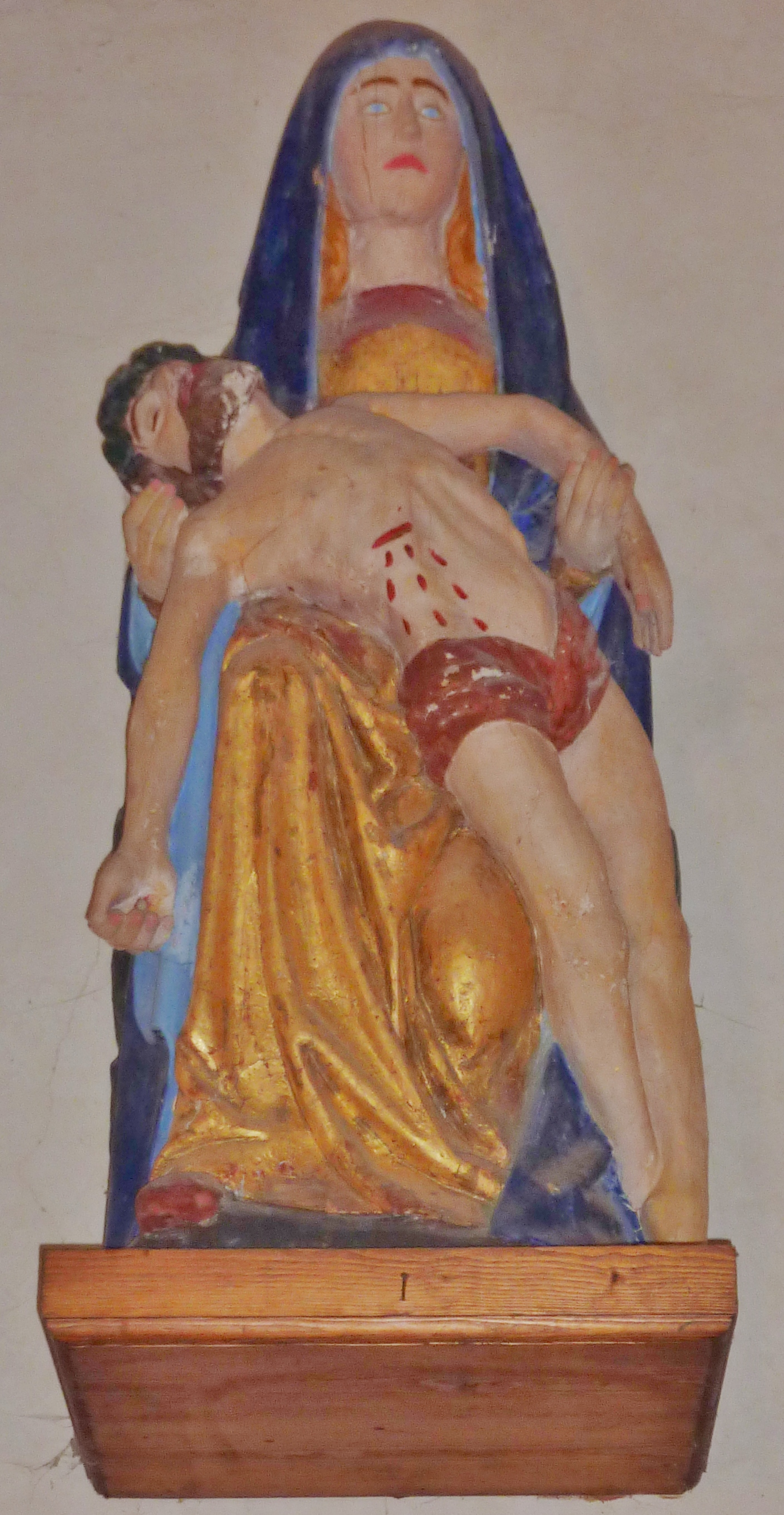
Fouesnant : l'église paroissiale Saint-Pierre-et-Saint-Paul, pietà
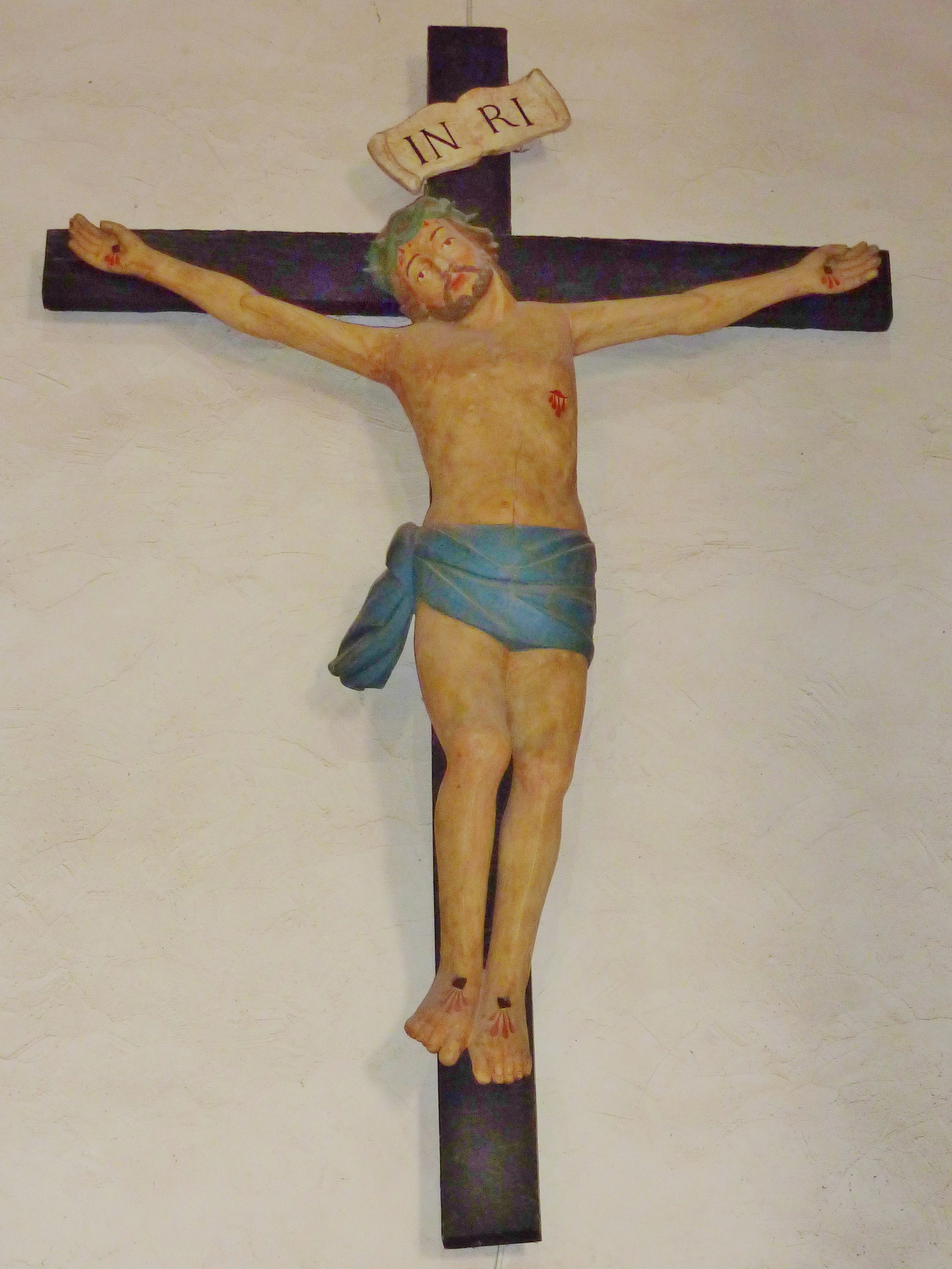
Fouesnant : l'église paroissiale Saint-Pierre-et-Saint-Paul, Christ en croix
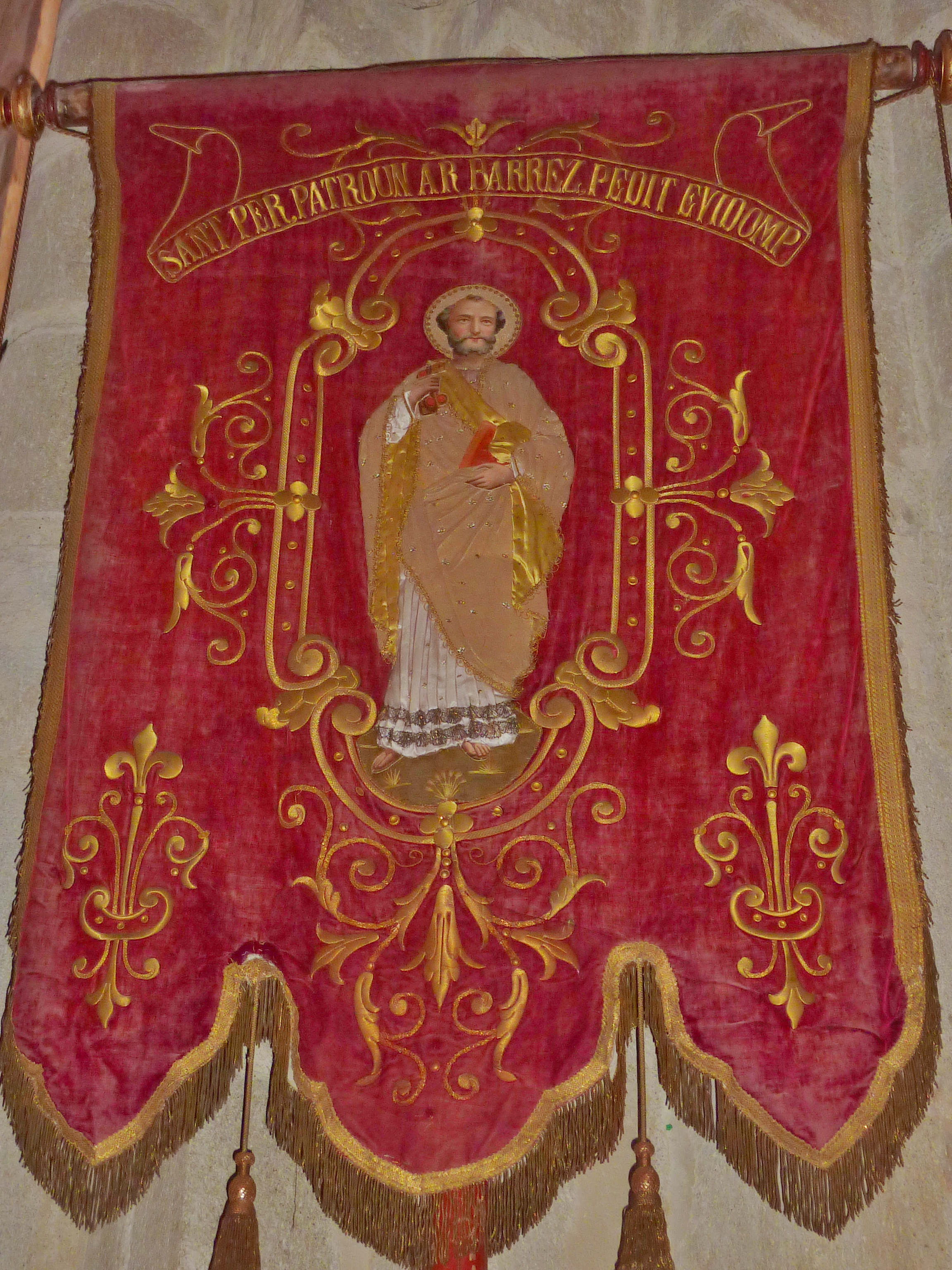
Fouesnant : l'église paroissiale Saint-Pierre-et-Saint-Paul, bannière de procession de saint Pierre
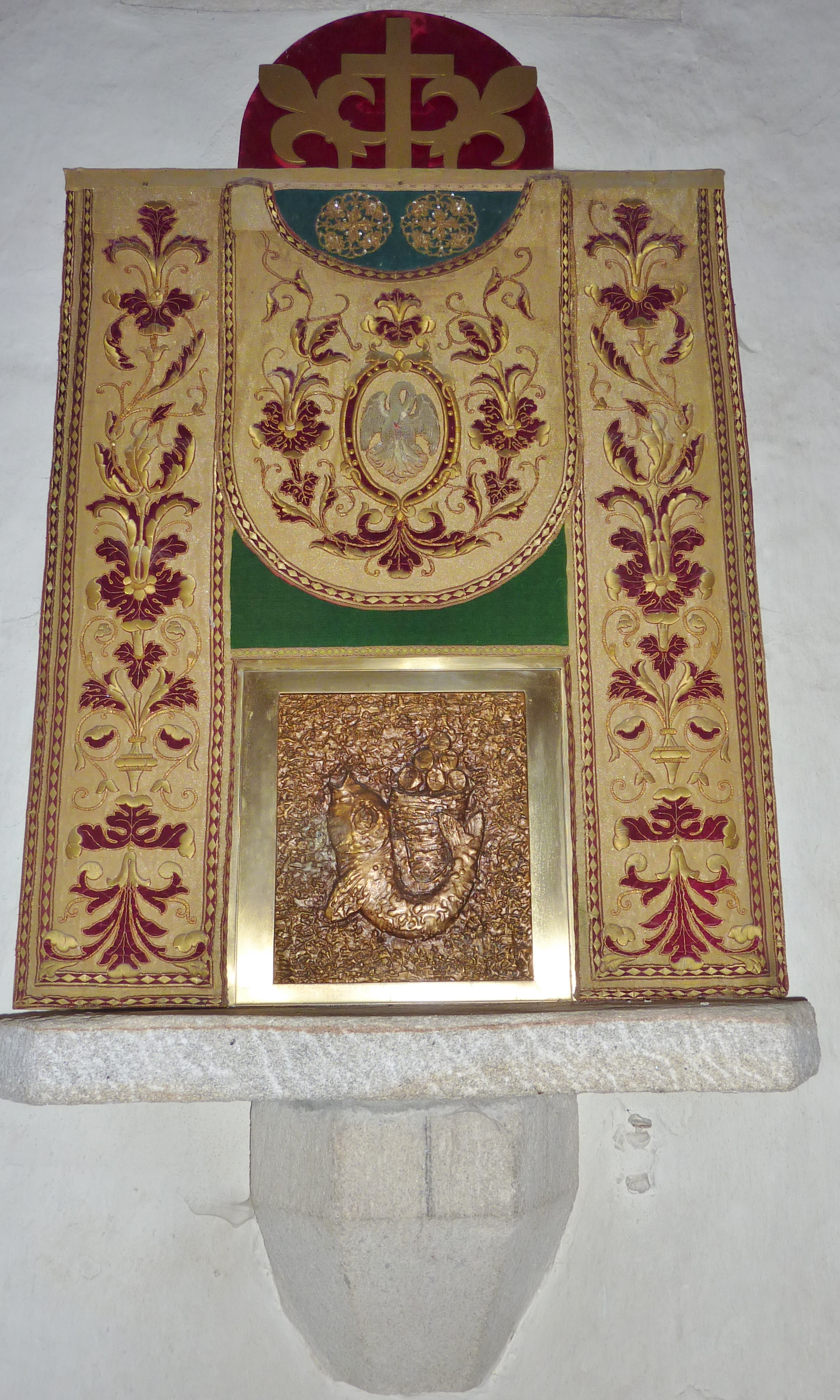
Fouesnant : l'église paroissiale Saint-Pierre-et-Saint-Paul, tabernacle
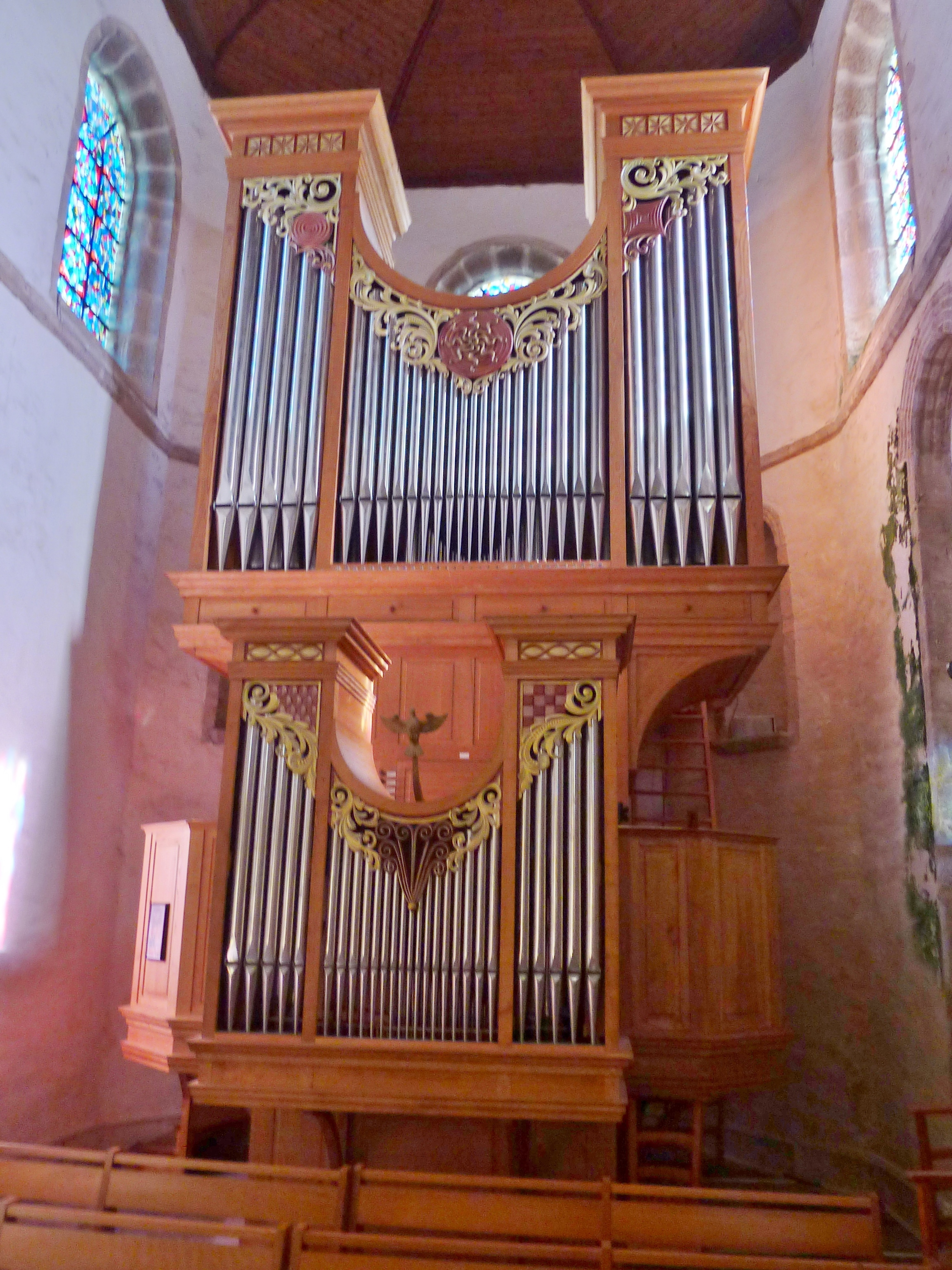
Fouesnant : l'église paroissiale Saint-Pierre-et-Saint-Paul, orgues
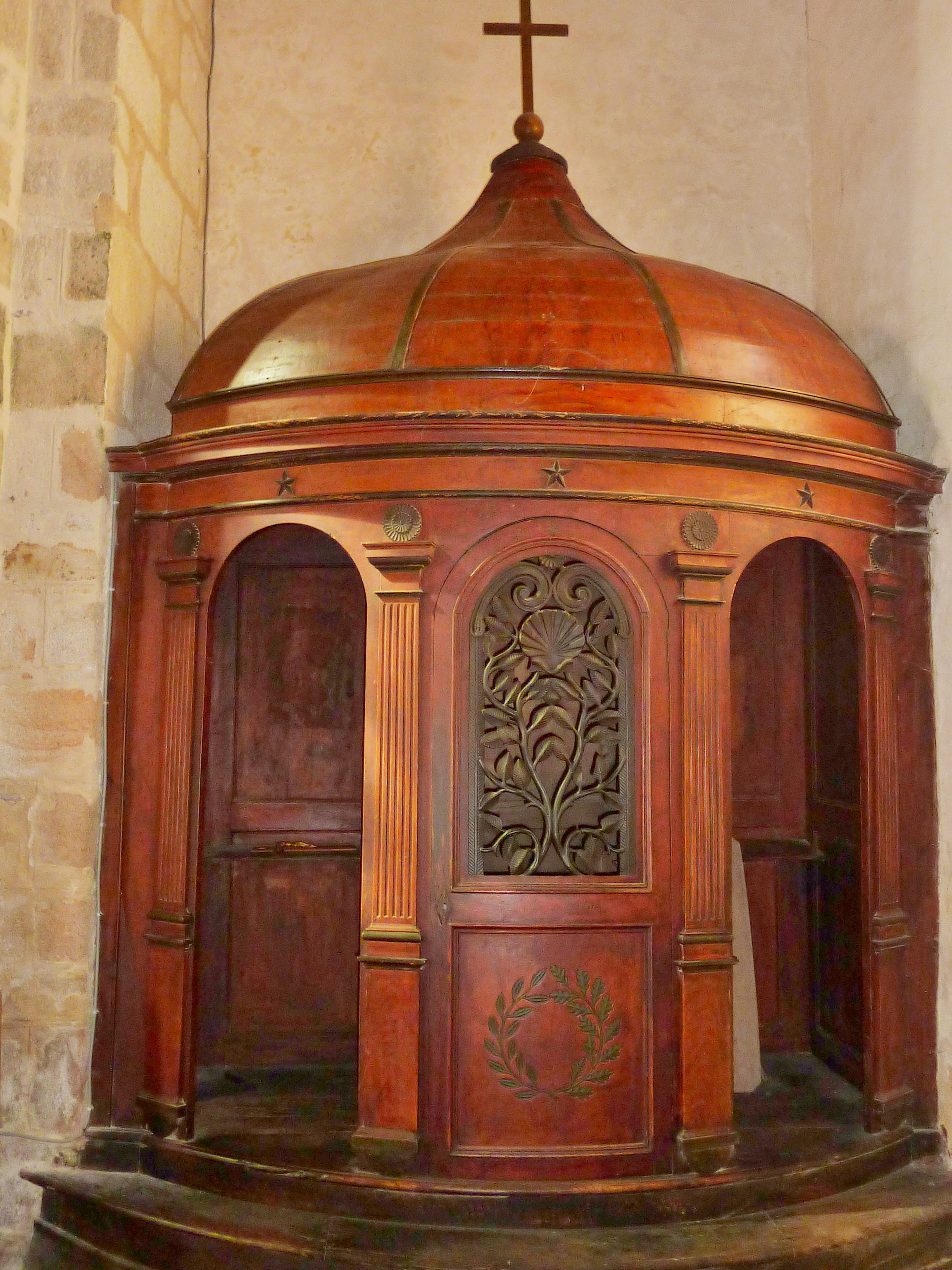
Fouesnant : l'église paroissiale Saint-Pierre-et-Saint-Paul, confessionnal